# Selargius
Selargius – miejscowość i gmina we Włoszech, w regionie Sardynia, w prowincji Cagliari.
Według danych na rok 2004 gminę zamieszkiwało 28 548 osób, 1027,33 os./km². Graniczy z Cagliari, Monserrato, Quartu Sant'Elena, Quartucciu, Sestu i Settimo San Pietro.